# Osinowaja Gaŕ
Osinowaja Gaŕ (ros. Осиновая Гарь) – wieś w Rosji, w rejonie nikolskim obwodu wołogodzkiego. W 2021 r. była niezamieszkana.